# تپه محمد قلی کریز ۳
تپه محمد قلی کریز ۳ مربوط به دوره اشکانیان - دوره ساسانیان است و در شهرستان ابهر، بخش مرکز ی، دهستان سلطانیه، روستای خیرآباد، ۱۴۳۰ متری جنوب غرب روستا واقع شده و این اثر در تاریخ ۲۶ اسفند ۱۳۸۶ با شمارهٔ ثبت ۲۲۱۸۵ به‌عنوان یکی از آثار ملی ایران به ثبت رسیده است.